# Pikara Magazine
Pikara Magazine est une revue en ligne espagnole de vulgarisation sur la théorie et la pratique féministe, dont la création et les sujets sont traités par le prisme du genre. Lancé par l'association EME Komunikazioa, le projet voit le jour en 2010. La revue est fondée par des journalistes basques : Itziar Abad, June Fernández Casete, Luisait Martínez Odriozola et Maite Asensio. 

## Histoire
Pikara Magazine fait partie d'un nouveau type de communication journalistique lancé par de jeunes féministes, qui propose de traiter de thèmes rarement présents dans la presse traditionnelle. Son objectif est de montrer les inégalités liées au genre afin de mener à des mutations sociales.  La revue propose l'analyse des questions liées aux stéréotypes de genre comme la sexualité, l'intersexualité ou encore la grossophobie, sans oublier les articles et dossier centrés sur l'actualité,,. Pikara Magazine ne se présente pas comme visant uniquement les femmes comme public de lecteurs. D'origine basque, elle est désormais rédigée par des personnes à travers toute l'Espagne et en Amérique Latine.
Les publications en ligne mensuelles (reportages, articles d'opinion, actualités, dossiers artistiques...) se complètent en fin d'année civile par un tirage papier financé par les abonnements et le mécénat.  Le site de la revue propose également un agenda d'activités féministe, La Almanaka, qui propose de diffuser toutes les actions féministes ayant lieu en Espagne,,,. 
La revue possède un espace de communication sur le site du journal El Diario et possède également des accords avec El Salto et La Directa,.
En 2019, le Pikara Magazine édite son premier livre, Feminismos. Miradas desde la diversidad. Il a pour objectif de participer à l'élargissement du regard sur le féminisme et de proposer aux lecteurs les réflexions et revendications des différentes autrices comme Andrea Momoitio, Silvia Agüero, Carmen Juares ou encore Esther Mayoko Ortega.

## Équipe
L'équipe du Pikara Magazine est composée de femmes ayant déjà une expérience dans le monde du journalisme, de l'art ou encore de l'enseignement. On dénombre parmi elles : 
- Coordinatrices : June Fernández et Andrea Momoitio.
- Directrice artistique : Señora Milton.
- Equipe de rédaction : Itziar Abad, Emilia Laura Arias Domínguez, María Castejón Leorza, Lucía Egaña Rojas, Lucía Martínez Odriozola, Keren Manzano, Emma Gascó, Bárbara Vilariño, María Ángeles Fernández Muñoz et Sofía A.
- Collaboratrices : Maite Asensio, Beatriz Gimeno, Alicia Murillo, María Castejón Leorza, Carlos Bouza ou encore Barbijaputa.
- Illustratrices : Sonia Ruiz Arjonilla, Núria Frago, Ana Penyas[12] et Emma Gascó[13],[14].

## Prix et distinctions
La revue, certaines publications ou autrices ont reçu des prix ou distinctions. 
En 2013, l'Association des Journalistes d'Almería il a décerné le Prix du Journalisme Colombine à June Fernández.
La revue reçoit le Prix Ensemble contre la Discrimination de l'Union européenne pour l'article "Ce sera un garçon ou une fille ?" publié en 2010 (le premier article de la revue, dont l'autrice est June Fernández), le Prix Manuel del Castillo de l'Université de Valence ainsi que deux des Prix Enfoque dans la catégorie participation citoyenne,. 
En mars de 2017, la revue reçoit le Prix Empoderamiento y Cambio de Valores dans la deuxième édition des prix Zirgari Sariak de la Bilbao Bizkaia Kutxa et le conseil local de Biscaye. 
En 2018 elle reçoit le Prix Blasillo d'Huesca, accordé tous les ans lors du Congrès du journalisme en ligne d'Huesca.